# Owen Cheung
Owen Cheung (traditionell kinesiska: 張振朗, förenklad kinesiska: 张振朗, pinyin:Zhāng zhènlǎng), född 20 juli 1987 är en skådespelare från Hongkong.

## Filmer
- Lucky Star 2015 (2015)

## TV-serier (urval)
| Årtal     | Titel                       | Roll                                  |
| --------- | --------------------------- | ------------------------------------- |
| 2012      | Come Home Love              | Ken Song Lai Kan                      |
| 2012      | No Good Either Way          | Oscar                                 |
| 2012      | Divas in Distress           | Real estate agent (Episode 1)         |
| 2012      | Highs and Lows              |                                       |
| 2012      | Friendly Fires              | Choi Chun-lit (Episode 5)             |
| 2012      | Missing You                 |                                       |
| 2013      | Inbound Troubles            | Hairstylist                           |
| 2013      | The Day of Days             | Coolie                                |
| 2013      | Season of Love              |                                       |
| 2013      | Reality Check               | Chan Man-chung                        |
| 2013      | Sergeant Tabloid            |                                       |
| 2013      | A Great Way to Care II      | Customer (Episode 3)                  |
| 2013      | Bullet Brain                |                                       |
| 2013      | A Change of Heart           | Chow Ka-chi (Episode 10,11)           |
| 2013      | Awfully Lawful              |                                       |
| 2013      | Karma Rider                 | Pak Hok-yee                           |
| 2013      | Always and Ever             | Chan Lung-man (Episode 6)             |
| 2013      | Sniper Standoff             | Young Lee Ho-yeung (Episode 10)       |
| 2013      | Brother's Keeper            | Young Chiang-yon                      |
| 2013      | Will Power                  |                                       |
| 2013-2014 | Return of the Silver Tongue | Leung Chi                             |
| 2014      | Gilded Chopsticks           | Yinti, the Fourteenth Imperial Prince |
| 2014      | Swipe Tap Love              | Ho Chi-fung (George)                  |
| 2014      | ICAC Investigators 2014     | Wu Wai-shing                          |
| 2014      | Black Heart White Soul      | Disabled teen                         |
| 2014      | Shades of Life              | Cheung Si-tim                         |
| 2014      | Line Walker                 | Fire                                  |
| 2014      | All That Is Bitter Is Sweet | Gai Gei Jai                           |
| 2014      | Come Home Love              | Song Lei-chan (Ken)                   |
| 2015      | Romantic Repertoire         | Ko Man-chun (Zero)                    |
| 2015      | Come Home Love 2            | Lun Lap-suen (Anson)                  |
| 2015      | Every Step You Take         | Kam Sau-yuen                          |
| 2017      | The No No Girl              | Chong Chun-wing (Wayne)               |
| 2017      | Legal Mavericks             | Kuk Yat-ha (Gogo)                     |
| 2019      | Justice Bao: The First Year | Zhan Zhao                             |
| 2019      | Finding Her Voice           | Luk Gui-nam (Nam)                     |
| 2019      | The Offliners               | Ting Shun-hei                         |
| 2020      | Airport Strikers            | Cheung King-shan (Hill)               |
| 2020      | Al Cappuccino               | Ko Ban                                |
| 2020      | Legal Mavericks II          | Kuk Yat-ha (Gogo)                     |
| 2020      | Line Walker: Bull Fight     | Pong Ho-yeung                         |
| Filming   | 拳王                        |                                       |